# Maria Maria
«Maria Maria» es una canción de Santana con la colaboración de The Product G&B que salió en el álbum 15 platino Supernatural. Alcanzó el número uno en el Billboard Hot 100 y permaneció allí durante diez semanas hasta el 1999. El 2000 ganó el Premio Grammy en la categoría Interpretación Pop a Dúo o Grupo Vocal.

## Posicionamiento
| Listas (1999-2000)                   | Mayor posición |
| ------------------------------------ | -------------- |
| U.S. Billboard Hot 100               | 1              |
| U.S. Billboard Hot R&B/Hip-Hop Songs | 1              |
| U.K. Singles Chart                   | 6              |
| Australia Singles Chart              | 49             |
| Nueva Zelanda Singles Chart          | 49             |
| Noruegan Singles Chart               | 7              |
| Suecia Singles Chart                 | 1              |
| Bélgica Flandes Singles Chart        | 6              |
| Bélgica Valonia Singles Chart        | 2              |
| Países Bajos Singles Chart           | 2              |
| Francia Singles Chart                | 1              |
| Austria Singles Chart                | 3              |
| Swiss Singles Chart                  | 1              |

- Datos: Q439005